# Hayes Peak (Marie-Byrd-Land)
Der Hayes Peak ist ein 2060 m hoher, felsiger und isolierter Berggipfel im westantarktischen Marie-Byrd-Land. In den Thiel Mountains ragt er unmittelbar südlich des Bermel Escarpment aus den ihn umgebenden Eismassen auf. 
Der Kartograph Peter Frank Bermel und der Geologe Arthur B. Ford, die gemeinsam eine Expedition des United States Geological Survey von 1960 bis 1961 in die Thiel Mountains leiteten, benannten ihn nach dem US-amerikanischen Geologen Philip T. Hayes, der von 1958 bis 1959 für den Survey in den Antarktischen Trockentälern tätig war.